# Inny świat (serial telewizyjny)
Inny świat (ang. A Different World, 1987–1993) – amerykański serial komediowy stworzony przez Billa Cosby'ego. Wyprodukowany przez Carsey-Werner Productions i Viacom Productions. Jest to spin-off serialu The Cosby Show.
Jego światowa premiera odbyła się 24 września 1987 roku na kanale NBC. Ostatni odcinek został wyemitowany 9 lipca 1993 roku. W Polsce serial nadawany był dawniej na kanale TVP1.

## Obsada
- Lisa Bonet jako Denise Huxtable (1987-1988)
- Jasmine Guy jako Whitley Gilbert
- Kadeem Hardison jako Dwayne Wayne
- Dawnn Lewis jako Jaleesa Vinson Taylor (1987-1992)
- Marisa Tomei jako Maggie Lauten (I seria)
- Darryl M. Bell jako Ronald "Ron" Johnson, Jr.
- Loretta Devine jako Stevie Rallen (1987-1988)
- Marie-Alise Recasner jako Millie (1987-1988)
- Mary Alice jako Leticia "Lettie" Bostic (1988-1989)
- Sinbad jako trener Walter Oakes (1987-1991)

i inni